# Після прочитання спалити
«Після прочитання спалити», або «Прочитати та спалити» (англ. Burn After Reading, 2008) — чорна комедія від братів Коен. Як і в більшості своїх фільмів, вони є режисерами, сценаристами і продюсерами цієї картини. Прем'єра фільму відбулась 27 серпня 2008 року на Венеційському кінофестивалі. Головні ролі виконували Джордж Клуні, Джон Малкович, Бред Пітт, Тільда Свінтон, Френсіс Макдорманд.
Автор українського перекладу — Сергій SKA Ковальчук.

## Сюжет
Зіткнувшись з пониженням на роботі через проблеми з алкоголем, Осборн Кокс (Джон Малкович) завершує свою роботу як аналітик ЦРУ і вирішує написати мемуари про своє життя і кар'єру. Коли його дружина Кеті (Тільда Свінтон) дізнається про це, то вирішує використати як привід для розлучення, щоб продовжити свій позашлюбний зв'язок зі своїм коханцем Гаррі (Джордж Клуні). Приймаючи пораду свого адвоката, вона копіює фінансові документи та інші файли з комп'ютера чоловіка на компакт-диск. Але через необережність диск губиться у місцевому тренажерному залі і потрапляє в руки персонального тренера Чеда (Бред Пітт) і його колеги Лінди (Френсіс Макдорманд), які вважають числові дані в звітах банку Кокса і першу частину мемуарів за дуже важливу урядову інформацію. Після цього вони планують повернути диск Осборну за фінансову винагороду. Але коли телефонний дзвінок, і наступні особисті зустрічі з Осборном ідуть не так, Чед і Лінда вирішують віддати диск в посольство Росії, пропонуючи додаткову інформацію в обмін на грошову компенсацію. При відсутності інших даних, щоб дати їм, Лінда переконує Чеда пробратися в будинок Кокса, щоб отримати більше файлів з його комп'ютера.

## В ролях
- Джон Малкович — Осборн Кокс
- Тільда Свінтон — Кеті Кокс
- Джордж Клуні — Гаррі Плаффер
- Бред Пітт — Чед Фелдхеймер
- Френсіс Мак-Дорманд — Лінда Ліцке
- Річард Дженкінс — Тед Треффон
- Девід Раш — Палмер
- Елізабет Марвел — Сенді Плаффер
- Джонатан Сіммонс — начальник ЦРУ
- Джеффрі ДеМанн — косметичний хірург
- Олек Крупа — Крапоткін

## Цікаві факти
- Картина відкрила Венеціанський кінофестиваль 2008 року. Етан Коен каже, що ідея фільму спала братам на думку, коли вони вигадували, які ролі написати для улюблених акторів, — Клуні, Дженкінса, Макдорманд, а також для Пітта, з яким ще не працювали. «Джордж старішає, і наші ролі для нього теж старішають, але не мудрішають», — жартує Етан про Клуні.
- Сценарій брати писали тоді ж, коли працювали над «Старим тут не місце». Зйомки фільму пройшли у Нью-Йорку.
- Це перший фільм братів Коен, починаючи з фільму «Перехрестя Міллера», в якому оператор не Роджер Дікинс. Його замінює Еммануель Любецки.
- Хоча будинок агента ЦРУ знаходиться в Джорджтауні (Вашингтон, округ Колумбію), зйомки сцен фільму проходили на Бруклінських Висотах, оскільки брати Коен хотіли залишатися в Нью-Йорку, щоб бути із своєю сім'єю.
- Слово «Fuck» уживається у фільмі 60 разів.
- У фільмі присутній ляп. У сцені в Російському посольстві, портрет російського президента Б. М. Єльцина на стіні кабінету змінюється на портрет президента В. В. Путіна.